# إصلاح الأراضي في زيمبابوي

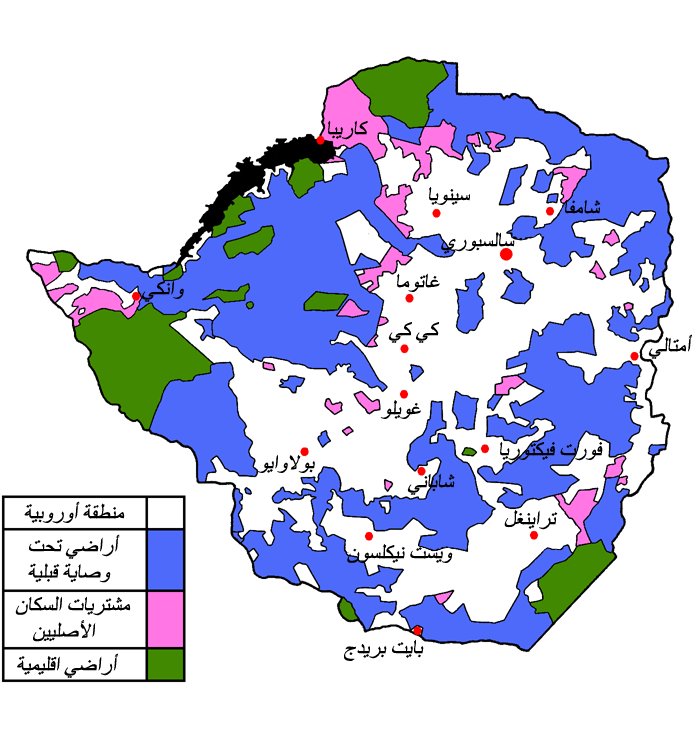
تخصيص الأراضي في روديسيا في سنة 1965.

إصلاح الأراضي في زيمبابوي هو محاولة توزيع الأراضي بين السود الذين حرموا من حقوقهم في الماضي، والأقلية البيضاء التي حكمت زيمبابوي من 1923 إلى 1979، بطريقة عادلة. قد يكون توزيع الأراضي في زيمبابوي أكثر القضايا السياسية حسما واعتراضا على الحكومة الزيمبابوية في الوقت الحاضر.

## خلفية الإصلاح
جاء المزارعون البيض إلى روديسيا الجنوبية في تسعينيات القرن التاسع عشر. في عام 1918، قررت اللجنة القضائية لمجلس الشورى في لندن أن أراضي روديسيا الجنوبية يملكها البلاط الملكي وليست شركة جنوب أفريقيا البريطانية.
بعد الحكم الذاتي، أنشأ المجلس التشريعي لروديسيا الجنوبية إطار قانوني لتخصيص الأراضي. كان قانون تقسيم الأراضي لعام 1930 أساسا لقوانين لاحقة، وقد أبقى القانون حتى استقلت البلد. قسّم قانون تقسيم الأراضي المستعمرة إلى ثلاث مناطق، منطقة يملكها البيض فقط، ومنطقة تحت وصاية القبائل الأصلية، توزع بطريقة جماعية، ومناطق للسود فقط. بفعل هذا القانون، طردت بعض العائلات السوداء من أراضيها، التي ملكتها من قبلهم لأجيال.
كان الزيمبابويون البيض، الذين مثّلوا نسبة لا تزيد عن 1% من عدد السكان، يملكون أكثر من 70% من الأراضي الصالحة للزراعة. بناء على ذلك، لم توجد حقوق الملكية في الأراضي القبلية الجماعية.

## اتفاقية لانكاستر هاوس
بعدما فتحت اتفاقية لانكاستر هاوس باب الديمقراطية في زيمبابوي، انتخب روبرت موجابي في فبراير 1980. استمرت الاتفاقيات لمدة ثلاث أشهر، لكنـّها انتهت تقريبا بالفشل عند موضوع تقسيم الأراضي، حيث لم تسمح الاتفاقية، للحكومة الزيمبابوية بالإطلاع على الأراضي لأول عشر سنوات من الاستقلال، وقدمت بريطانيا 44 مليون جنيه استرليني لمشاريع الاستطان.
في السنوات اللاحقة، استطلعت حكومة موجابي على كثير من الأراضي التي يملكها البيض، أحيانا عن طريق استعمال القوة، وأحياناً عند إحداث عمليات الاستصلاح، حيث لم يبقَ غير 300 من 4500 مُزارعة تجارية يمكن استصلاح أرضها. عُرفت زيمبابوي في الماضي بـ«سلة خبز» أفريقا الجنوبية، حيث استعمل المزارعون البيض أحدث التقنيات الزراعية. نتيجة لأعمال الطرد، عانت زيمبابوي من مشاكل اقتصادية. وضعت المنظمات الخيرية والناقدون، وإلى حدّ ما، اللوم، في المجاعة الأخيرة في زمبابوي، على طرد المزارعين البيض . فهي أقسى مجاعة في تاريخ زيمبابوي، حيث يواجه ثلاثين في المئة من عدد سكان زيمبابوي (11.6 مليون) نقصاً قاسياً في الطعام.

## وصلات خارجية
«قضية مزارع السكان البيض في زيمبابوي»، موقع الجزيرة